# 穆罕默德三世 (东喀喇汗)
穆罕默德三世（Muhammet Han III，？—1211年），东喀喇汗国第十一代汗，玉素甫的儿子。他的祖父伊卜拉欣二世被西辽耶律大石赐予「土库曼伊利克」的称号。东喀喇汗国属于西辽的附庸。1205年，他的父亲玉素甫死在喀什噶尔，穆罕默德即位。因为密谋反叛西辽，穆罕默德被西辽皇帝耶律直鲁古囚禁。屈出律取代耶律直鲁古之后，释放穆罕默德，但是他不受贵族们的欢迎，在入城时，穆罕默德被杀死在喀什噶尔城门中，东喀喇汗国灭亡。
| 前任： 玉素甫 | 东喀喇汗国可汗 1205年—1211年 | 繼任： — |